# Viggo Fausböll
Viggo Fausböll (Lemvig, 22 settembre 1821 – Gentofte, 3 giugno 1908) è stato un orientalista danese.

## Biografia
Fausböll fu professore di sanscrito a Copenaghen. La sua versione del Dhammapada aiutò a creare la prima traduzione in inglese, eseguita da Max Müller nel Vol. 10 dei Sacred Books of the East.

## Pubblicazioni
- The Dhammapada: Being a collection of moral verses in Pali (tradotto in latino) (Copenaghen, 1855).
- Sutta Nipata (Sacred Books of the East) (Oxford: Clarendon Press, 1881; e London: PTS, 1885).
- Jātaka with Commentary (London: PTS, 1877-1896).[1]
- Indian mythology according to the Mahābhārata. (Londra: Luzac, 1903; ristampato come Indian mythology according to the Indian epics, New Delhi: Cosmo, 1981)[2]